# Tametralina
Tametralina (CP-24,441) é um composto químico precursor de uma série de compostos investigados pela Pfizer que, eventualmente, conduziram ao desenvolvimento de sertralina (CP-51,974-1).